# Kisar
Kisar és una petita illa del grup de les illes Barat Daya, a la zona sud-oest de les Moluques, Indonèsia. Aquesta illa és al nord-est de l'illa de Timor. Els habitants tenen afinitats culturals amb els de Timor Oriental. A Kisar es parlen les llengües oirata i kisar. El varà de Timor (Varanus timorensis) es troba a Kisar. L'illa és formada per roques metamòrfiques vorejades de terrasses de corall. És en una zona de gran activitat tectònica.

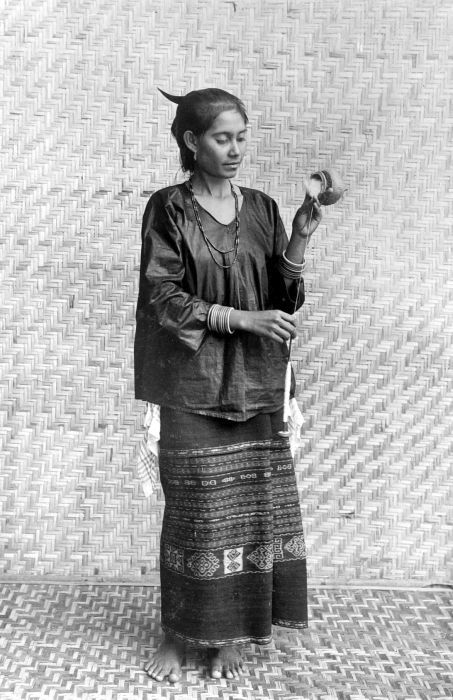
Dona de Kisar filant cotó